# Olympische Sommerspiele 2024/Teilnehmer (Israel)
| Gelbes Symbol für Goldmedaillen mit stilisierten Olympischen Ringen | Graues Symbol für Silbermedaillen mit stilisierten Olympischen Ringen | Braundes Symbol für Bronzemedaillen mit stilisierten Olympischen Ringen |
| ------------------------------------------------------------------- | --------------------------------------------------------------------- | ----------------------------------------------------------------------- |
| 1                                                                   | 5                                                                     | 1                                                                       |

Israel nahm mit 87 Athleten (53 Männer und 34 Frauen) an den Olympischen Spielen 2024 vom 26. Juli bis zum 11. August 2024 in Paris teil. Es war die insgesamt 18. Teilnahme an Olympischen Sommerspielen.

## Medaillen

### Medaillenspiegel
| Rang   | Sportart | Gold | Silber | Bronze | Gesamt |
| ------ | -------- | ---- | ------ | ------ | ------ |
| 1      | Segeln   | 1    | 1      | 0      | 2      |
| 2      | Judo     | 0    | 2      | 1      | 3      |
| 3      | Turnen   | 0    | 2      | 0      | 2      |
| Gesamt | Gesamt   | 1    | 5      | 1      | 7      |

### Medaillengewinner
| Name/n                                                                | Sportart | Wettkampf                          |
| --------------------------------------------------------------------- | -------- | ---------------------------------- |
| Gold                                                                  |          |                                    |
| Tom Reuveny                                                           | Segeln   | Männer, Windsurfen iQFoiL          |
| Silber                                                                |          |                                    |
| Inbar Lanir                                                           | Judo     | Frauen, Halbschwergewicht          |
| Raz Hershko                                                           | Judo     | Frauen, Schwergewicht              |
| Sharon Kantor                                                         | Segeln   | Frauen, Windsurfen iQFoiL          |
| Artem Dolgopyat                                                       | Turnen   | Männer, Boden                      |
| Ofir Shaham Diana Svertsov Adar Friedmann Romi Paritzki Shani Bakanov | Turnen   | Gruppe, Rhythmische Sportgymnastik |
| Bronze                                                                |          |                                    |
| Peter Paltchik                                                        | Judo     | Männer, Halbschwergewicht          |

## Teilnehmer nach Sportarten

### Badminton
Über die Race-to-Paris-Rangliste qualifizierte sich Misha Zilberman zum vierten Mal für Olympische Spiele.
| Athleten        | Wettbewerb | Gruppenphase | Gruppenphase              | Gruppenphase | Gruppenphase | Achtelfinale  | Achtelfinale  | Viertelfinale | Viertelfinale | Halbfinale    | Halbfinale    | Finale / Platz 3 | Finale / Platz 3 | Rang |
| Athleten        | Wettbewerb | Gegner       | Ergebnis                  | Punkte       | Rang         | Gegner        | Ergebnis      | Gegner        | Ergebnis      | Gegner        | Ergebnis      | Gegner           | Ergebnis         | Rang |
| --------------- | ---------- | ------------ | ------------------------- | ------------ | ------------ | ------------- | ------------- | ------------- | ------------- | ------------- | ------------- | ---------------- | ---------------- | ---- |
| Männer          |            |              |                           |              |              |               |               |               |               |               |               |                  |                  |      |
| Misha Zilberman | Einzel     | N. Nguyen    | 1:2 (17:21, 21:19, 13:21) | 1            | 3            | ausgeschieden | ausgeschieden | ausgeschieden | ausgeschieden | ausgeschieden | ausgeschieden | ausgeschieden    | ausgeschieden    | 27   |
| Misha Zilberman | Einzel     | V. Axelsen   | 0:2 (9:21, 11:21)         | 1            | 3            | ausgeschieden | ausgeschieden | ausgeschieden | ausgeschieden | ausgeschieden | ausgeschieden | ausgeschieden    | ausgeschieden    | 27   |
| Misha Zilberman | Einzel     | P. Dahal     | 2:0 (21:12, 21:10)        | 1            | 3            | ausgeschieden | ausgeschieden | ausgeschieden | ausgeschieden | ausgeschieden | ausgeschieden | ausgeschieden    | ausgeschieden    | 27   |

### Bogenschießen
Über die Neuverteilung ungenutzter Qualifikationsplätze erhielt Israel je einen Startplatz für die Einzelwettbewerbe von Frauen und Männern.
| Athleten                | Wettbewerb | Qualifikation | Qualifikation | 1. Runde       | 1. Runde | 2. Runde      | 2. Runde      | Achtelfinale  | Achtelfinale  | Viertelfinale | Viertelfinale | Halbfinale    | Halbfinale    | Finale / Platz 3 | Finale / Platz 3 | Rang |
| Athleten                | Wettbewerb | Ringe         | Rang          | Gegner         | Ergebnis | Gegner        | Ergebnis      | Gegner        | Ergebnis      | Gegner        | Ergebnis      | Gegner        | Ergebnis      | Gegner           | Ergebnis         | Rang |
| ----------------------- | ---------- | ------------- | ------------- | -------------- | -------- | ------------- | ------------- | ------------- | ------------- | ------------- | ------------- | ------------- | ------------- | ---------------- | ---------------- | ---- |
| Frauen                  |            |               |               |                |          |               |               |               |               |               |               |               |               |                  |                  |      |
| Mikaella Moshe          | Einzel     | 660 PB        | 18            | M. Amăistroaie | 1:7      | ausgeschieden | ausgeschieden | ausgeschieden | ausgeschieden | ausgeschieden | ausgeschieden | ausgeschieden | ausgeschieden | ausgeschieden    | ausgeschieden    | 33   |
| Männer                  |            |               |               |                |          |               |               |               |               |               |               |               |               |                  |                  |      |
| Roy Dror                | Einzel     | 655           | 42            | S. Wijler      | 2:6      | ausgeschieden | ausgeschieden | ausgeschieden | ausgeschieden | ausgeschieden | ausgeschieden | ausgeschieden | ausgeschieden | ausgeschieden    | ausgeschieden    | 33   |
| Mixed                   |            |               |               |                |          |               |               |               |               |               |               |               |               |                  |                  |      |
| Roy Dror Mikaella Moshe | Mannschaft | 1315          | 18            | —              | —        | —             | —             | ausgeschieden | ausgeschieden | ausgeschieden | ausgeschieden | ausgeschieden | ausgeschieden | ausgeschieden    | ausgeschieden    | 18   |

### Fechten
Als einer der beiden besten europäischen Degenfechter der Qualifikationsrangliste, dessen Team sich nicht qualifizierte, erhielt Yuval Freilich einen persönlichen Startplatz.
| Athleten       | Wettbewerb   | 1. Runde | 1. Runde | 2. Runde      | 2. Runde | Achtelfinale  | Achtelfinale  | Viertelfinale | Viertelfinale | Halbfinale / Klassifikation | Halbfinale / Klassifikation | Finale / Platzierung | Finale / Platzierung | Rang |
| Athleten       | Wettbewerb   | Gegner   | Ergebnis | Gegner        | Ergebnis | Gegner        | Ergebnis      | Gegner        | Ergebnis      | Gegner                      | Ergebnis                    | Gegner               | Ergebnis             | Rang |
| -------------- | ------------ | -------- | -------- | ------------- | -------- | ------------- | ------------- | ------------- | ------------- | --------------------------- | --------------------------- | -------------------- | -------------------- | ---- |
| Männer         |              |          |          |               |          |               |               |               |               |                             |                             |                      |                      |      |
| Yuval Freilich | Degen Einzel | Freilos  | Freilos  | A. Santarelli | 13:15    | ausgeschieden | ausgeschieden | ausgeschieden | ausgeschieden | ausgeschieden               | ausgeschieden               | ausgeschieden        | ausgeschieden        | 19   |

### Fußball
Durch den Halbfinaleinzug bei der U-21-Europameisterschaft 2023 hatten sich Israels Fußballer für das olympische Turnier qualifiziert.
| Wettbewerb      | Männer (Spiele/Tore) |
| --------------- | --- |
| Athleten        | Liel Abada (3/0) Ethane Azoulay (3/0) Noam Ben Harush (2/0) Osher Davida (3/0) Niv Eliasi (0/0) Ilay Feingold (3/0) Ayano Frada (2/0) Omri Gandelman (3/1) Oscar Gloukh (3/1) Sean Goldberg (3/0) Or Israelov (1/0) Stav Lemkin (3/0) Elad Madmon (3/0) Omer Nir’on (3/0) Roy Revivo (1/0) Ido Shahar (3/0) Dor Turgeman (3/0) Adi Yona (3/0) |
| Trainer         | Guy Luzon |
| P-Akkreditierte | Idan Gorno Noam Malmoud Roy Sason Niv Yehoshua |
| Gruppenphase    | Mali (1:1) Paraguay (2:4) Japan (0:1) |
| Viertelfinale   | ausgeschieden |
| Halbfinale      | ausgeschieden |
| Finale          | ausgeschieden |
| Rang            | 15 |

### Judo
Über die IJF-Weltrangliste konnten sich zwölf israelische Judokas qualifizieren. Durch die Qualifikation in den entsprechenden Gewichtsklassen konnte auch ein Mixed-Team an den Start gehen.
| Athleten | Wettbewerb        | 1. Runde         | 1. Runde | 2. Runde    | 2. Runde | Achtelfinale      | Achtelfinale  | Viertelfinale | Viertelfinale | Halbfinale / Trostrunde | Halbfinale / Trostrunde | Finale / Platz 3 | Finale / Platz 3 | Rang   |
| Athleten | Wettbewerb        | Gegner           | Ergebnis | Gegner      | Ergebnis | Gegner            | Ergebnis      | Gegner        | Ergebnis      | Gegner                  | Ergebnis                | Gegner           | Ergebnis         | Rang   |
| --- | ----------------- | ---------------- | -------- | ----------- | -------- | ----------------- | ------------- | ------------- | ------------- | ----------------------- | ----------------------- | ---------------- | ---------------- | ------ |
| Frauen |                   |                  |          |             |          |                   |               |               |               |                         |                         |                  |                  |        |
| Shira Rishony | Klasse bis 48 kg  | A. Abuschakynowa | 0s1:1s2  | —           | —        | ausgeschieden     | ausgeschieden | ausgeschieden | ausgeschieden | ausgeschieden           | ausgeschieden           | ausgeschieden    | ausgeschieden    | 17     |
| Gefen Primo | Klasse bis 52 kg  | Jung Y.-r.       | 10s1:0s1 | —           | —        | B. Ndiaye         | 1s1:0s2       | D. Krasniqi   | 0s1:10        | R. Pupp                 | 0:10                    | ausgeschieden    | ausgeschieden    | 7      |
| Timna Nelson-Levy | Klasse bis 57 kg  | K. Kajzer        | 1s2:0    | —           | —        | Huh M.-m.         | 0s3:10s2      | ausgeschieden | ausgeschieden | ausgeschieden           | ausgeschieden           | ausgeschieden    | ausgeschieden    | 9      |
| Gili Sharir | Klasse bis 63 kg  | C. Agbegnenou    | 0s2:1s1  | —           | —        | ausgeschieden     | ausgeschieden | ausgeschieden | ausgeschieden | ausgeschieden           | ausgeschieden           | ausgeschieden    | ausgeschieden    | 17     |
| Maya Goshen | Klasse bis 70 kg  | F. Ögel          | 10:0     | —           | —        | M.-È. Gahié       | 0:10          | ausgeschieden | ausgeschieden | ausgeschieden           | ausgeschieden           | ausgeschieden    | ausgeschieden    | 9      |
| Inbar Lanir | Klasse bis 78 kg  | Freilos          | Freilos  | —           | —        | O. Chüslen        | 10:0          | G. Steenhuis  | 10:0          | A.-M. Wagner            | 10:0                    | A. Bellandi      | 0:11             | Silber |
| Raz Hershko | Klasse über 78 kg | Freilos          | Freilos  | —           | —        | M. Kamps          | 10:0          | M. Žabić      | 10:0          | K. Özdemir              | 10:0                    | B. Souza         | 0:1              | Silber |
| Männer |                   |                  |          |             |          |                   |               |               |               |                         |                         |                  |                  |        |
| Yam Wolczak | Klasse bis 60 kg  | A. Kisoka        | 10s1:0   | —           | —        | G. Sardalaschwili | 0s4:11        | ausgeschieden | ausgeschieden | ausgeschieden           | ausgeschieden           | ausgeschieden    | ausgeschieden    | 9      |
| Baruch Shmailov | Klasse bis 66 kg  | A. Boushita      | 1s1:0s2  | —           | —        | N. Emomali        | 0:1s2         | ausgeschieden | ausgeschieden | ausgeschieden           | ausgeschieden           | ausgeschieden    | ausgeschieden    | 9      |
| Tohar Butbul | Klasse bis 73 kg  | M. Dris          | 10:0     | —           | —        | H. Heydərov       | 0s3:10        | ausgeschieden | ausgeschieden | ausgeschieden           | ausgeschieden           | ausgeschieden    | ausgeschieden    | 9      |
| Sagi Muki | Klasse bis 81 kg  | Freilos          | Freilos  | T. Cavelius | 10s1:0s1 | Lee J.-h.         | 0s2:10s1      | ausgeschieden | ausgeschieden | ausgeschieden           | ausgeschieden           | ausgeschieden    | ausgeschieden    | 9      |
| Peter Paltchik | Klasse bis 100 kg | G. Batchujagiin  | 10:0     | —           | —        | A. Diesse         | 10:0          | Z. Kotsoiev   | 0:1           | M. Korrel               | 10:0                    | D. Eich          | 1:0              | Bronze |
| Mixed |                   |                  |          |             |          |                   |               |               |               |                         |                         |                  |                  |        |
| Shira Rishony Gefen Primo Timna Nelson-Levy Gili Sharir Maya Goshen Inbar Lanir Raz Hershko Yam Wolczak Baruch Shmailov Tohar Butbul Sagi Muki Peter Paltchik | Mixed Team        | Mongolei         | 4:3      | —           | —        | Frankreich        | 0:4           | ausgeschieden | ausgeschieden | ausgeschieden           | ausgeschieden           | ausgeschieden    | ausgeschieden    | 9      |

### Leichtathletik
Die Olympianormen des Weltverbandes hatten israelische Leichtathleten in zwei Disziplinen erreicht. Da mehr als drei Marathonläufer bei den Männern die Normzeit unterboten, durfte das israelische NOK entscheiden, welche drei Sportler an den Start gehen durften.
Laufen und Gehen
| Athleten               | Wettbewerb | Vorlauf | Vorlauf | Hoffnungslauf | Hoffnungslauf | Halbfinale    | Halbfinale    | Finale        | Finale        | Rang |
| Athleten               | Wettbewerb | Zeit    | Rang    | Zeit          | Rang          | Zeit          | Rang          | Zeit          | Rang          | Rang |
| ---------------------- | ---------- | ------- | ------- | ------------- | ------------- | ------------- | ------------- | ------------- | ------------- | ---- |
| Frauen                 |            |         |         |               |               |               |               |               |               |      |
| Lonah Chemtai Salpeter | Marathon   | —       | —       | —             | —             | —             | —             | 2:26:08 h     | 09            | 09   |
| Maor Tiyouri           | Marathon   | —       | —       | —             | —             | —             | —             | 2:33:37 h     | 49            | 49   |
| Männer                 |            |         |         |               |               |               |               |               |               |      |
| Blessing Afrifah       | 200 m      | 20,78 s | 5       | 20,88 s       | 4             | ausgeschieden | ausgeschieden | ausgeschieden | ausgeschieden | 34   |
| Girmaw Amare           | Marathon   | —       | —       | —             | —             | —             | —             | 2:12:51 h     | 44            | 44   |
| Gashau Ayale           | Marathon   | —       | —       | —             | —             | —             | —             | 2:11:36 h     | 31            | 31   |
| Maru Teferi            | Marathon   | —       | —       | —             | —             | —             | —             | 2:10:42 h SB  | 26            | 26   |

### Radsport
Über die UCI-Straßen-Weltrangliste nach Nationen erhielt Israel je einen Startplatz für die Straßenrennen der Frauen und Männer. Zudem konnte man auf der Bahn je zwei Startplätze für den Sprint und Keirinwettbewerb der Männer erreichen. Da jedoch nur ein Athleten die Zulassungsvoraussetzungen erfüllte, musste Israel auf den zweiten Startplatz verzichten. Über das olympische Qualifikationsranking im Mountainbike erhielt Israel einen Startplatz bei den Männern.

#### Bahn
| Athleten         | Wettbewerb | Rang | Details |
| ---------------- | ---------- | ---- | ------- |
| Männer           |            |      |         |
| Michail Jakowlew | Sprint     | 9    |         |
| Michail Jakowlew | Keirin     | 13   |         |

#### Straße
| Athleten         | Wettbewerb    | Zeit      | Rang |
| ---------------- | ------------- | --------- | ---- |
| Frauen           |               |           |      |
| Rotem Gafinovitz | Straßenrennen | 4:13:42 h | 77   |
| Männer           |               |           |      |
| Itamar Einhorn   | Straßenrennen | 6:39:27 h | 62   |

#### Mountainbike
| Athleten      | Wettbewerb    | Zeit      | Rang |
| ------------- | ------------- | --------- | ---- |
| Männer        |               |           |      |
| Tomer Salzman | Cross-Country | 1:34:47 h | 29   |

### Reiten
Beim Qualifikationsevent der Gruppe C (Zentral- und Osteuropa, Zentrales Asien) in Prag konnte sich Israel für den Mannschaftswettbewerb im Springreiten qualifizieren, womit auch im Einzel drei Reiter an den Start gehen durften.

#### Springreiten
| Athleten                                                                            | Wettbewerb | Strafpunkte   | Strafpunkte   | Strafpunkte   | Strafpunkte   | Strafpunkte   | Strafpunkte   | Rang |
| Athleten                                                                            | Wettbewerb | Einzelwertung | Einzelwertung | Einzelwertung | Nationenpreis | Nationenpreis | Nationenpreis | Rang |
| Athleten                                                                            | Wettbewerb | 1. Umlauf     | 2. Umlauf     | Stechen       | 1. Umlauf     | 2. Umlauf     | Stechen       | Rang |
| ----------------------------------------------------------------------------------- | ---------- | ------------- | ------------- | ------------- | ------------- | ------------- | ------------- | ---- |
| Daniel Bluman mit Ladriano Z                                                        | Einzel     | RET           | RET           | RET           | —             | —             | —             | ―    |
| Robin Muhr mit Galaxy HM                                                            | Einzel     | 8             | ausgeschieden | ausgeschieden | —             | —             | —             | 42   |
| Isabella Russekoff mit C Vier 2                                                     | Einzel     | 20            | ausgeschieden | ausgeschieden | —             | —             | —             | 64   |
| Daniel Bluman mit Ladriano Z Ashlee Bond mit Donatello 141 Robin Muhr mit Galaxy HM | Mannschaft | —             | —             | —             | 20            | 33            | —             | 9    |

### Schießen
Im bis zum 9. Juni 2024 laufenden Qualifikationszeitraum konnte ein Quotenplatz erreicht werden.
| Athleten       | Wettbewerb      | Qualifikation   | Qualifikation | Finale          | Finale        | Rang |
| Athleten       | Wettbewerb      | Ringe/ Scheiben | Rang          | Ringe/ Scheiben | Rang          | Rang |
| -------------- | --------------- | --------------- | ------------- | --------------- | ------------- | ---- |
| Männer         |                 |                 |               |                 |               |      |
| Sergey Richter | 10 m Luftgewehr | 626,4           | 33            | ausgeschieden   | ausgeschieden | 33   |

### Schwimmen
Die olympischen Normzeiten hatten sechs Schwimmer erreicht. Zudem qualifizierten sich vier israelische Staffeln für die Wettbewerbe in Paris. Im Freiwasser erhielt Israel über die Weltmeisterschaft 2024 einen Quotenplatz.
| Athleten                                                                                         | Wettbewerb          | Vorlauf     | Vorlauf | Halbfinale    | Halbfinale    | Finale        | Finale        | Rang |
| Athleten                                                                                         | Wettbewerb          | Zeit        | Rang    | Zeit          | Rang          | Zeit          | Rang          | Rang |
| ------------------------------------------------------------------------------------------------ | ------------------- | ----------- | ------- | ------------- | ------------- | ------------- | ------------- | ---- |
| Frauen                                                                                           |                     |             |         |               |               |               |               |      |
| Lea Polonsky                                                                                     | 200 m Freistil      | 2:00,38 min | 19      | ausgeschieden | ausgeschieden | ausgeschieden | ausgeschieden | 19   |
| Lea Polonsky                                                                                     | 200 m Lagen         | 2:17,53 min | 28      | ausgeschieden | ausgeschieden | ausgeschieden | ausgeschieden | 28   |
| Aviv Barzelay                                                                                    | 100 m Rücken        | 1:02,30 min | 25      | ausgeschieden | ausgeschieden | ausgeschieden | ausgeschieden | 25   |
| Aviv Barzelay                                                                                    | 200 m Rücken        | 2:10,71 min | 18      | ausgeschieden | ausgeschieden | ausgeschieden | ausgeschieden | 18   |
| Anastasia Gorbenko                                                                               | 200 m Rücken        | 2:10,29 min | 13      | 2:11,96 min   | 16            | ausgeschieden | ausgeschieden | 16   |
| Anastasia Gorbenko                                                                               | 100 m Brust         | 1:06,22 min | 7       | abgemeldet    | abgemeldet    |               |               |      |
| Anastasia Gorbenko                                                                               | 200 m Lagen         | 2:11,53 min | 11      | 2:10,39 min   | 9             | ausgeschieden | ausgeschieden | 9    |
| Anastasia Gorbenko                                                                               | 400 m Lagen         | 4:41,64 min | 10      | —             | —             | ausgeschieden | ausgeschieden | 10   |
| Daria Golovaty Anastasia Gorbenko Lea Polonsky Ayla Spitz                                        | 4 × 200 m Freistil  | 7:55,99 min | 11      | —             | —             | ausgeschieden | ausgeschieden | 11   |
| Männer                                                                                           |                     |             |         |               |               |               |               |      |
| Meiron Cheruti                                                                                   | 50 m Freistil       | 21,88 s     | 10      | 21,91 s       | 13            | ausgeschieden | ausgeschieden | 13   |
| Martin Kartavi                                                                                   | 50 m Freistil       | 22,01 s     | 19      | ausgeschieden | ausgeschieden | ausgeschieden | ausgeschieden | 19   |
| Tomer Frankel                                                                                    | 100 m Freistil      | 48,66 s     | 21      | ausgeschieden | ausgeschieden | ausgeschieden | ausgeschieden | 21   |
| Tomer Frankel                                                                                    | 100 m Schmetterling | 51,94 s     | 21      | ausgeschieden | ausgeschieden | ausgeschieden | ausgeschieden | 21   |
| Denis Loktev                                                                                     | 200 m Freistil      | 1:47,01 min | 14      | 1:47,93 min   | 16            | ausgeschieden | ausgeschieden | 16   |
| Adam Maraana                                                                                     | 100 m Rücken        | 54,61 s     | 28      | ausgeschieden | ausgeschieden | ausgeschieden | ausgeschieden | 28   |
| David Gerchik                                                                                    | 200 m Rücken        | 1:58,79     | 22      | ausgeschieden | ausgeschieden | ausgeschieden | ausgeschieden | 22   |
| Ron Polonsky                                                                                     | 100 m Brust         | 1:00,00 min | 16      | 1:00,37 min   | 16            | ausgeschieden | ausgeschieden | 16   |
| Ron Polonsky                                                                                     | 200 m Lagen         | 1:58,30 min | 7       | 1:58,89 min   | 12            | ausgeschieden | ausgeschieden | 12   |
| Gal Cohen Groumi                                                                                 | 100 m Schmetterling | 51,30 s     | 10      | 51,48 s       | 12            | ausgeschieden | ausgeschieden | 12   |
| Gal Cohen Groumi Tomer Frankel Alexey Glivinskiy Denis Loktev                                    | 4 × 100 m Freistil  | 3:15,41 min | 14      | —             | —             | ausgeschieden | ausgeschieden | 14   |
| Denis Loktev Gal Cohen Groumi Bar Soloveychik Tomer Frankel (Finale) Eitan Ben-Shitrit (Vorlauf) | 4 × 200 m Freistil  | 7:08,43 min | 8       | —             | —             | 7:10,22 min   | 9             | 9    |
| Matan Roditi                                                                                     | 10 km Freiwasser    | —           | —       | —             | —             | 1:57:02,30 h  | 16            | 16   |
| Mixed                                                                                            |                     |             |         |               |               |               |               |      |
| Gal Cohen Groumi Anastasia Gorbenko Andrea Murez Ron Polonsky                                    | 4 × 100 m Lagen     | 3:45,33 min | 10      | —             | —             | ausgeschieden | ausgeschieden | 10   |

### Segeln
Bei den Segel-Weltmeisterschaften 2023 konnten sich die ersten vier Boote für die Olympischen Spiele qualifizieren. In den Laserwettbewerben gelang die Qualifikation bei entsprechenden Weltmeisterschaften (Frauen) bzw. Europameisterschaften (Männer). Bei der Last Chance Regatta konnte zudem ein Quotenplatz im Formula Kite der Männer erreicht werden.
| Athleten               | Wettbewerb        | Qualifikation | Qualifikation | Medal Race    | Medal Race    | Punkte | Rang   |
| Athleten               | Wettbewerb        | Punkte        | Rang          | Punkte        | Rang          | Punkte | Rang   |
| ---------------------- | ----------------- | ------------- | ------------- | ------------- | ------------- | ------ | ------ |
| Frauen                 |                   |               |               |               |               |        |        |
| Sharon Kantor          | Windsurfen iQFoiL | 49            | 2             | —             | 2             | ―      | Silber |
| Shai Kakon             | Laser Radial      | 158           | 24            | ausgeschieden | ausgeschieden | 158    | 24     |
| Gal Zukerman           | Formula Kite      | 45            | 10            | Halbfinale    | Halbfinale    | ―      | 8      |
| Männer                 |                   |               |               |               |               |        |        |
| Tom Reuveny            | Windsurfen iQFoiL | 63            | 2             | —             | 1             | ―      | Gold   |
| Omer Vered Vilenchik   | Laser             | 166           | 30            | ausgeschieden | ausgeschieden | 166    | 30     |
| Dor Zarka              | Formula Kite      | 52            | 13            | ausgeschieden | ausgeschieden | 52     | 13     |
| Mixed                  |                   |               |               |               |               |        |        |
| Noa Lasri Nitai Hasson | 470er             | 57            | 8             | 10            | 5             | 67     | 7      |

### Surfen
Über die ISA World Surfing Games 2024 gelang Anat Lelior die Qualifikation für die Olympischen Spiele. Wie schon in Tokio war sie die einzige Surferin ihres Landes, die sich qualifizieren konnte.
| Athleten    | Wettbewerb | 1. Runde | 1. Runde | 2. Runde    | 2. Runde   | 3. Runde  | 3. Runde   | Viertelfinale | Viertelfinale | Halbfinale    | Halbfinale    | Finale / Platz 3 | Finale / Platz 3 | Rang |
| Athleten    | Wettbewerb | Punkte   | Rang     | Gegner      | Ergebnis   | Gegner    | Ergebnis   | Gegner        | Ergebnis      | Gegner        | Ergebnis      | Gegner           | Ergebnis         | Rang |
| ----------- | ---------- | -------- | -------- | ----------- | ---------- | --------- | ---------- | ------------- | ------------- | ------------- | ------------- | ---------------- | ---------------- | ---- |
| Frauen      |            |          |          |             |            |           |            |               |               |               |               |                  |                  |      |
| Anat Lelior | Shortboard | 5,43     | 2        | J. González | 11,00:2,80 | T. Wright | 7,74:11,10 | ausgeschieden | ausgeschieden | ausgeschieden | ausgeschieden | ausgeschieden    | ausgeschieden    | 9    |

### Synchronschwimmen
Durch das Abschneiden bei den Schwimmweltmeisterschaften 2024 erhielt Israel einen Quotenplatz für den Wettbewerb im Duett.
| Athletinnen                   | Wettbewerb | Technische Kür | Technische Kür | Freie Kür | Freie Kür | Akrobatische Kür | Akrobatische Kür | Gesamt   | Gesamt |
| Athletinnen                   | Wettbewerb | Punkte         | Rang           | Punkte    | Rang      | Punkte           | Rang             | Punkte   | Rang   |
| ----------------------------- | ---------- | -------------- | -------------- | --------- | --------- | ---------------- | ---------------- | -------- | ------ |
| Frauen                        |            |                |                |           |           |                  |                  |          |        |
| Shelly Bobritsky Ariel Nassee | Duett      | 243,0666       | 9              | 239,3416  | 11        | —                | —                | 482,4082 | 11     |

### Taekwondo
Avishag Semberg, die bei den Olympischen Spielen in Tokio Bronze gewann, qualifizierte sich über das europäische Qualifikationsturnier in Sofia im Fliegengewicht der Frauen.
| Athleten        | Wettbewerb       | Achtelfinale | Achtelfinale | Viertelfinale | Viertelfinale | Hoffnungsrunde Halbfinale | Hoffnungsrunde Halbfinale | Halbfinale    | Halbfinale    | Hoffnungsrunde Finale | Hoffnungsrunde Finale | Finale        | Finale        | Rang |
| Athleten        | Wettbewerb       | Gegner       | Ergebnis     | Gegner        | Ergebnis      | Gegner                    | Ergebnis                  | Gegner        | Ergebnis      | Gegner                | Ergebnis              | Gegner        | Ergebnis      | Rang |
| --------------- | ---------------- | ------------ | ------------ | ------------- | ------------- | ------------------------- | ------------------------- | ------------- | ------------- | --------------------- | --------------------- | ------------- | ------------- | ---- |
| Frauen          |                  |              |              |               |               |                           |                           |               |               |                       |                       |               |               |      |
| Avishag Semberg | Klasse bis 49 kg | D. Abutaleb  | 1:2          | ausgeschieden | ausgeschieden | ausgeschieden             | ausgeschieden             | ausgeschieden | ausgeschieden | ausgeschieden         | ausgeschieden         | ausgeschieden | ausgeschieden | 11   |

### Triathlon
Über die Einzel-Qualifikationsrangliste erhielt Israel einen Startplatz bei den Männern.
| Athleten       | Wettbewerb | Zeit      | Rang |
| -------------- | ---------- | --------- | ---- |
| Männer         |            |           |      |
| Shachar Saguiv | Einzel     | 1:49:32 h | 37   |

### Turnen
Durch ihre Mehrkampfleisterungen bei den Weltmeisterschaften 2023 erhielten Lihie Raz und Artem Dolgopyat persönliche Startplätze für die Olympischen Spiele. In den Rhythmischen Sportgymnastik qualifizierte sich die Mannschaft bei den entsprechenden Weltmeisterschaften 2022. Zudem durfte auch eine Gymnastin im Einzelmehrkampf antreten.

#### Gerätturnen
| Athleten        | Wettbewerb       | Qualifikation | Qualifikation | Finale        | Finale        | Rang          |
| Athleten        | Wettbewerb       | Punkte        | Rang          | Punkte        | Rang          | Rang          |
| --------------- | ---------------- | ------------- | ------------- | ------------- | ------------- | ------------- |
| Frauen          |                  |               |               |               |               |               |
| Lihie Raz       | Boden            | 12,833        | 33            | ausgeschieden | ausgeschieden | 33            |
| Lihie Raz       | Schwebebalken    | 12,300        | 55            | ausgeschieden | ausgeschieden | 55            |
| Lihie Raz       | Sprung           | 13,449        | 16            | ausgeschieden | ausgeschieden | 16            |
| Lihie Raz       | Stufenbarren     | 12,833        | 50            | ausgeschieden | ausgeschieden | 50            |
| Lihie Raz       | Mehrkampf Einzel | 51,632        | 31            | ausgeschieden | ausgeschieden | 31            |
| Männer          |                  |               |               |               |               |               |
| Artem Dolgopyat | Boden            | 14,466        | 7             | 14,966        | 2             | Silber        |
| Artem Dolgopyat | Pauschenpferd    | 13,000        | 46            | ausgeschieden | ausgeschieden | ausgeschieden |

#### Rhythmische Sportgymnastik
| Athletinnen                                                           | Wettbewerb           | Qualifikation | Qualifikation | Finale  | Finale | Rang   |
| Athletinnen                                                           | Wettbewerb           | Punkte        | Rang          | Punkte  | Rang   | Rang   |
| --------------------------------------------------------------------- | -------------------- | ------------- | ------------- | ------- | ------ | ------ |
| Frauen                                                                |                      |               |               |         |        |        |
| Daria Atamanov                                                        | Mehrkampf Einzel     | 130,450       | 7             | 133,850 | 5      | 5      |
| Ofir Shaham Diana Svertsov Adar Friedmann Romi Paritzki Shani Bakanov | Mehrkampf Mannschaft | 67,150        | 6             | 68,850  | 2      | Silber |